# Gallium(I,III)-iodid
Gallium(I,III)-iodid ist eine anorganische chemische Verbindung des Galliums aus der Gruppe der Iodide.

## Gewinnung und Darstellung
Gallium(I,III)-iodid kann durch Reaktion von Gallium mit Iod bei 350 °C oder mit Quecksilber(II)-iodid bei 220 °C gewonnen werden.
{\displaystyle \mathrm {Ga+I_{2}\longrightarrow GaI_{2}} }
{\displaystyle \mathrm {Ga+HgI_{2}\longrightarrow Hg+GaI_{2}} }

## Eigenschaften
Gallium(I,III)-iodid ist ein gelber hygroskopischer diamagnetischer Feststoff. In flüssiger Form ist er rot. Er disproportioniert bei 250 °C leicht zu Gallium(I)-iodid und Gallium(III)-iodid. Die Verbindung liegt in fester Form als Ga[GaI4] vor.